# Steganacarus controversus
Steganacarus controversus är en kvalsterart som först beskrevs av Wojciech Niedbała 2000.  Steganacarus controversus ingår i släktet Steganacarus och familjen Phthiracaridae. Inga underarter finns listade i Catalogue of Life.